# San Francisco International Airport
San Francisco International Airport (IATA: SFO, ICAO: KSFO) er en international lufthavn beliggende 21 kilometer syd for centrum af San Francisco, tæt på byerne Millbrae og San Bruno i San Mateo County.
Lufthavnen er den største i San Francisco Bay Area, og den næststørste i Californien efter Los Angeles International Airport. Den er omkring den tiende største lufthavn i USA, og i 2012 var den på en 22. plads over verdens største, målt på antallet af passagerer.
I 2012 ekspederede den 44.477.209 passagerer, 337.357 tons fragt og 424.566 flybevægelser.

## Historie
Lufthavnen åbnede den 7. maj 1927 på et 61 hektar stort græsareal. Jorden blev leaset af Ogden L. Mills, der havde lejet den fra sin bedstefar Darius Ogden Mills. Stedet blev opkaldt Mills Field Municipal Airport indtil 1931, hvor navnet blev San Francisco Municipal Airport (kommunale lufthavn). Ordet "kommunale" blev erstattet af "Internationale" i 1955, og siden har lufthavnen heddet det nuværende navn.
I 1954 åbnede man lufthavnens store og centrale terminal. Denne blev i 1984 kraftigt renoveret, og gjort til international terminal. Senere blev den til den nuværende Terminal 2. I juli 1959 kom den første jetbridge til SFO, som en af de første i landet.
San Francisco International Airport havde i 2014 fire terminaler, hvoraf de tre blev benyttet til indenrigsflyvninger.

## Top destinationer
| - | Lufthavn                   | Passagerer | Ændring 2010/2011 | Flyselskaber                                                    |
| - | -------------------------- | ---------- | ----------------- | --------------------------------------------------------------- |
| 1 | London (Heathrow), England | 901.959    | 07.2%             | British Airways, Norwegian Air Shuttle, United, Virgin Atlantic |
| 2 | Hong Kong, Hong Kong       | 887.658    | 01.6%             | Cathay Pacific, Singapore Airlines, United                      |
| 3 | Seoul (Incheon), Sydkorea  | 646.891    | 011.3%            | Asiana, Korean Air, Singapore Airlines, United                  |
| 4 | Frankfurt, Tyskland        | 595.306    | 010.7%            | Lufthansa, United                                               |
| 5 | Tokyo (Narita), Japan      | 546.837    | 022.4%            | All Nippon Airways, Delta, United                               |

| -  | By (lufthavn)              | Passagerer | Flyselskaber                                       |
| -- | -------------------------- | ---------- | -------------------------------------------------- |
| 1  | Los Angeles, California    | 1.609.000  | American, Delta, Southwest, United, Virgin America |
| 2  | Chicago (O'Hare), Illinois | 1.104.000  | American, United, Virgin America                   |
| 3  | New York (JFK), New York   | 1.061.000  | American, Delta, JetBlue, United, Virgin America   |
| 4  | Las Vegas, Nevada          | 840.000    | Southwest, United, Virgin America                  |
| 5  | Seattle, Washington        | 778.000    | Alaska, United, Virgin America                     |
| 6  | Denver, Colorado           | 769.000    | Frontier, Southwest, United                        |
| 7  | Dallas/Fort Worth, Texas   | 710.000    | American, United, Virgin America                   |
| 8  | San Diego, Californien     | 699.000    | Southwest, United, Virgin America                  |
| 9  | Newark, New Jersey         | 657.000    | United, Virgin America                             |
| 10 | Washington (Dulles), DC    | 572.000    | United, Virgin America                             |

| År   | Rankering | Passagerer | Ændring | Flybevægelser | Cargo (tons) |
| ---- | --------- | ---------- | ------- | ------------- | ------------ |
| 1998 |           | 40.101.387 |         | 432.046       | 598.579      |
| 1999 |           | 40.387.538 | 0,7%    | 438.685       | 655.409      |
| 2000 | 9         | 41.048.996 | 1,8%    | 429.222       | 695.258      |
| 2001 | 14        | 34.632.474 | -15,6%  | 387.594       | 517.124      |
| 2002 | 19        | 31.450.168 | -9,2%   | 351.453       | 506.083      |
| 2003 | 22        | 29.313.271 | -6,8%   | 334.515       | 483.413      |
| 2004 | 21        | 32.744.186 | 8,8%    | 353.231       | 489.776      |
| 2005 | 23        | 33.394.225 | 2,0%    | 352.871       | 520.386      |
| 2006 | 26        | 33.581.412 | 0,5%    | 359.201       | 529.303      |
| 2007 | 23        | 35.790.746 | 6,6%    | 379.500       | 503.899      |
| 2008 | 21        | 37.402.541 | 4,5%    | 387.710       | 429.912      |
| 2009 | 20        | 37.453.634 | 0,1%    | 379.751       | 356.266      |
| 2010 | 23        | 39.391.234 | 5,2%    | 387.248       | 384.179      |
| 2011 | 22        | 41.045.431 | 4,2%    | 403.564       | 340.766      |
| 2012 | 22        | 44.477.209 | 8,4%    | 424.566       | 337.357      |